# Pseudomaro aenigmaticus
Pseudomaro aenigmaticus là một loài nhện trong họ Linyphiidae.
Loài này thuộc chi Pseudomaro. Pseudomaro aenigmaticus được J. Denis miêu tả năm 1966.